# Bernarda Fink
Bernarda Fink (Buenos Aires, 29 augustus 1955) is een Argentijns mezzosopraan en de zus van bas-bariton Marcos Fink.
Fink werd opgeleid aan het Instituto Superior de Arte van het Teatro Colón in Buenos Aires. Daar trad ze ook vaak op, onder andere met de Academia Bach tijdens de daaraan gelieerde jaarlijkse Festivales Musicales de Buenos Aires. Na haar succes bij de Nuevas Voces Liricas in 1985 vertrok Fink naar Europa. Allereerst naar Praag, waar ze geholpen door haar kennis van de taal en achtergronden (Fink stamt van Sloveense voorouders) en de samenwerking met de Česká filharmonie (Tsjechisch Philharmonisch Orkest), het Symfonický orchestr hl. m. Prahy FOK (Praags Symfonie-orkest) en het Suk Chamber Orchestra (Suk Kamerorkest) haar roem uitbouwde met het klassieke Tsjechische repertoire.
Later volgden belangrijke klassieke muziekgezelschappen: de Wiener Philharmoniker, het London Philharmonic Orchestra, het Gewandhausorchester Leipzig, het Residentie Orkest, Concerto Köln, het Orchestre philharmonique de Radio France, het Orchestre National de France, de Akademie für Alte Musik Berlin, het Ensemble Orchestral de Paris, het Mozarteum Orchester Salzburg, de Academy of St Martin-in-the-Fields, het Koninklijk Concertgebouworkest, de Staatskapelle Dresden, het Symphonieorchester des Bayerischen Rundfunks, The English Baroque Soloists, de New Japan Philharmonic, I Solisti Veneti, Les Musiciens du Louvre, Musica Antiqua Köln, het Orchestre de la Suisse Romande, onder leiding van dirigenten als René Jacobs, Philippe Herreweghe, John Eliot Gardiner, Nikolaus Harnoncourt, Trevor Pinnock, Sir Neville Marriner, Marc Minkowski en Sir Roger Norrington.
Bernarda Fink is vooral geroemd als vertolker van opera van voor de romantiek, maar ook haar liedvertolking, zowel in het klassieke repertoire van bijvoorbeeld Dvořák, als van traditionele Argentijnse volksliedjes is geliefd bij kenners. Haar werk is vooral uitgebracht op de labels van Hyperion en Harmonia Mundi.

## Prijzen (onvolledig)
- 1985 - Nuevas Voces Liricas: eerste prijs
- 1997 - Diapason: Diaposon d'Or
- 2001 - Gramophone Magazine: Gramophone Award Baroque Vocal
- 2002 - National Academy of Recording Arts and Sciences: Grammy Award Best Choral Performance
- 1997 - Diapason: Diaposon d'Or
- 2006 - Republiek Oostenrijk: Österreichisches Ehrenzeichen für Wissenschaft und Kunst

## Nominaties (onvolledig)
- 2005 - National Academy of Recording Arts and Sciences: nominatie Grammy Award Best Classical Album
- 2005 - National Academy of Recording Arts and Sciences: nominatie Grammy Award Best Opera Recording
- 2005 - National Academy of Recording Arts and Sciences: nominatie Grammy Award Best Classical Vocal Performance
- 2007 - National Academy of Recording Arts and Sciences: nominatie Grammy Award Best Classical Album
- 2007 - National Academy of Recording Arts and Sciences: nominatie Grammy Award Best Opera Recording
- 2007 - National Academy of Recording Arts and Sciences: nominatie Grammy Award Best Classical Vocal Performance

- Bibsys: 8758
- Biblioteca Nacional de España: XX1096375
- Bibliothèque nationale de France: cb139601506 (data)
- Gemeinsame Normdatei: 123778190
- International Standard Name Identifier: 0000 0001 1845 3532
- Library of Congress Control Number: n91025099
- Nationale Bibliotheek van Letland: 000102101
- MusicBrainz: 8113f437-ff42-4540-9250-43f763aa16ba
- Nationale Bibliotheek van Tsjechië: xx0034483
- Nationale Bibliotheek van Israël: 987007455264105171
- Nationale Bibliotheek van Polen: a0000001806836
- Nederlandse Thesaurus van Auteursnamen: 103956298
- Istituto Centrale per il Catalogo Unico: REAV097724
- SNAC: w6q52wgv
- Système universitaire de documentation: 079691587
- Trove: 1161204
- Virtual International Authority File: 23057830
- WorldCat: E39PCjyRKhqDTwkh9vXKKydjP3